# Relictus solitarius
Relictus solitarius es una especie de peces de la familia
Cyprinidae en el orden de los Cypriniformes.

## Morfología
- Los machos pueden llegar alcanzar los 13 cm de longitud total.[2][3]

## Hábitat
Es un pez de agua dulce y de clima templado.

## Distribución geográfica
Se encuentran en Norteamérica:  cuencas de los lagos  Franklin,  Gale,  Waring,  Steptoe y  Spring (este de Nevada, Estados Unidos).